# Soshangane
Soshangane, também por vezes grafado como Sochangana, foi um general zulu que durante o período de Mfecane se revoltou contra o domínio do rei Shaka Zulu e fundou o Império de Gaza, um reino angune independente no território que hoje é Moçambique. Quando se assumiu como rei mudou o seu nome para Manicusse ou Manukuse, nomes pelos quais ficou conhecido nas histórias portuguesa e moçambicana.
Depois de ter recusado a hegemonia de Shaka na fase inicial do Mfecane, o período de grande instabilidade política e social que engolfou os povos zulu nos princípios do século XIX, Soshangane em 1819 aliou-se com os Ndwandwe, um grupo étnico rival, sendo depois derrotado pelas forças de Tchaka e obrigado a fugir com os seus apoiantes.
Na sua fuga dirigiu-se para o norte, entrando no território que hoje é Moçambique, absorvendo no processo numerosos povos, os quais submeteu e obrigou a se lhe aliarem, constituindo um poderoso exército de angune e angunizados. 
O império de Soshangane é creditado por destruir postos comerciais portugueses, pondo fim ao comércio de escravos que tem acontecido antes da chegada dos Nxumalo Ngunis.
O exército de Soshangane venceu os portugueses nas regiões de Lourenço Marques, Inhambane e Sena. Em 1828, uma expedição punitiva enviada por Tchaca para destruir o seu rival não teve êxito e Soshangane consolidou o seu império. 
A 22 de Outubro de 1833 conseguiu conquistar a fortaleza de Lourenço Marques, chacinando a sua guarnição, incluindo o seu governador Dionísio António Ribeiro, que se havia refugiado na ilha Xefina. No ano seguinte (1834) será a vez de conquistar Inhambane, matando o governador e 280 residentes.
Após a morte de Soshangane, em 1858, sucedeu-se uma guerra de sucessão, cujo vencedor final foi Muzila, pai de Ngungunhane.